# Élections municipales de 2020 en Corrèze
Les élections municipales de 2020 en Corrèze, comme dans le reste de la France, ont lieu le 15 mars 2020. Le second tour est reporté en raison de la pandémie de maladie à coronavirus ; il a lieu le 28 juin 2020.
Elles renouvellent les 280 conseils municipaux des communes du département ainsi que les conseillers intercommunaux dans les communes de plus de 1 000 habitants. À l'issue de ces élections, les conseils municipaux renouvelés éliront les 280 maires du département.
Les informations suivantes concernent les seules communes de plus de 1 000 habitants situées dans le département de la Corrèze.

## Contexte

### Départemental
Entre les élections municipales de 2014 et celles de 2020, la Corrèze a connu plusieurs scrutins intermédiaires et nationaux.
Traditionnellement, la Basse-Corrèze (circonscriptions de Tulle et Brive) votait majoritairement à gauche alors que la Haute-Corrèze, souvent appelée "Chiraquie", était plutôt de tendance de droite, excepté certains bastions communistes sur la partie corrézienne du plateau de Millevaches. Depuis les années 2010 et l'impopularité de François Hollande, Président de la République de 2012 à 2017, le Parti socialiste a connu davantage de difficultés en Basse-Corrèze. Les élections européennes, et surtout les élections sénatoriales confirment les difficultés de la gauche : les deux sénateurs jusqu'alors socialistes sont désormais étiquetés à droite, en les personnes de Claude Nougein et Daniel Chasseing. Les élections départementales de 2015 ont vu aussi le basculement à droite du département, en effet la droite arrive à gagner treize cantons sur les dix-neuf que compte le département. La gauche perd donc du terrain. Mais lors des élections régionales de 2015, la gauche est majoritaire au second tour malgré l'avance de la droite au premier.
Lors de l'élection présidentielle de 2017, c'est Emmanuel Macron qui est en tête dans le département aux premier et deuxième tours. Lors du premier tour, Jean-Luc Mélenchon, candidat de la France insoumise est deuxième, et le candidat socialiste arrive en cinquième position. Au second tour, Marine Le Pen obtient 29 % des suffrages. Lors des élections législatives de 2017, la gauche perd ses deux députés. La droite, quant à elle, gagne une députée dans la 2e circonscription avec l’élection de Frédérique Meunier. Le parti d'Emmanuel Macron, La République en marche, gagne un député dans la 1re circonscription, avec l'élection de Christophe Jerretie.
Lors des élections européennes de 2019, le Rassemblement national est en tête dans le département avec 21,35 % des voix pour la liste conduite par Jordan Bardella. Il est suivi par la liste de La République en marche, menée par Nathalie Loiseau avec 19,56 % puis par la liste d'Europe Écologie Les Verts, conduite par Yannick Jadot avec 10,91 %, et enfin par la liste des Républicains de François-Xavier Bellamy avec 9,82 %. La liste du Parti socialiste, conduite par Raphaël Glucksmann, arrive en cinquième position avec 9,03 % des suffrages. Cette élection européenne est donc marquée par la montée de l'extrême droite dans le département puisque que c'est la première fois que le Rassemblement national, anciennement Front national, obtient un score aussi élevé en Corrèze.

### Municipal
Lors des élections municipales de 2014, la gauche perd les deux sous-préfectures du département au profit de la droite : Frédéric Soulier devient maire de Brive-la-Gaillarde et Christophe Arfeuillère celui d’Ussel. Argentat, Beaulieu-sur-Dordogne, Malemort-sur-Corrèze et Naves basculent aussi à droite. La gauche conserve néanmoins Tulle et dix-huit autres communes, et parvient à remporter Meymac, Saint-Privat et Treignac. 
Au cours de la mandature de 2014 à 2020, plusieurs communes du département ont changé de conseillers municipaux et de maires. Les communes de Malemort, de Naves, de Beynat et de Chamberet ont changé de maire au cours de la mandature en raison de la loi sur l'interdiction du cumul des mandats et de son extension à l'incompatibilité entre mandat de parlementaire et mandat d'exécutif local pour les élections de 2017. D'autres communes ont changé de maire à cause d’une démission ou d’un décès comme cela a été le cas pour les communes d'Égletons, de Lagraulière, de Saint-Mexant, d'Uzerche et de Varetz.

### Communes nouvelles
La Corrèze compte six communes en moins, soit 280 communes par rapport au précédent scrutin de 2014. Ces anciennes communes ont fusionné pour former les communes nouvelles que sont Malemort, Sarroux - Saint Julien, Argentat-sur-Dordogne, Laguenne-sur-Avalouze, Lagarde-Marc-la-Tour et la fusion de Brivezac avec Beaulieu-sur-Dordogne.
Lors de la création de ces communes, les conseils municipaux réunissent exceptionnellement l'ensemble des conseillers municipaux des anciennes communes pendant la mandature jusqu'à leur renouvellement à l'issue de cette élection. La loi no 2019-809, visant à adapter l'organisation des communes nouvelles à la diversité des territoires, adoptée le 1er août 2019, assouplit les règles sur le nombre de sièges du conseil municipal des communes nouvelles entre le premier et le second renouvellement lors des élections municipales.
Lors de ce premier renouvellement, les conseils municipaux ayant eu 29 sièges ou moins sont ainsi composés d'un nombre de conseillers municipaux supérieur à la tranche démographique de leur commune nouvellement constituée. Pour les conseils municipaux ayant eu plus de 29 sièges, ils conservent toujours un nombre de conseillers municipaux supérieur à la tranche démographique de la commune nouvellement constituée, mais ils peuvent avoir plus de conseillers municipaux. Cependant, ce nombre ne peut ni être supérieur à 69 ni être inférieur au tiers de la somme des conseillers élus lors de la création de la commune nouvelle.

## Mode de scrutin
Le mode de scrutin dépend de la taille de la commune :
- scrutin majoritaire plurinominal avec liste ouvertes et panachage pour les 232 communes de moins de 1 000 habitants ;
- Scrutin proportionnel de liste avec prime majoritaire, pour les 48 communes plus peuplées.

| Nombre d'habitants     | < 100 | < 500 | < 1 500 | < 2 500 | < 3 500 | < 5 000 | < 10 000 | < 20 000 | < 30 000 | < 40 000 | < 50 000 | < 60 000 |
| Conseillers municipaux | 7     | 11    | 15      | 19      | 23      | 27      | 29       | 33       | 35       | 39       | 43       | 45       |

### Communes de moins de1 000 habitants

Logo de l'élection.

L'élection des conseillers municipaux se déroule au scrutin majoritaire plurinominal à deux tours, avec panachage :
- au premier tour, des candidats sont élus s'ils ont obtenu la majorité absolue des suffrages exprimés et le vote d'au moins le quart des électeurs inscrits ;
- à défaut, un second tour est organisé, dans lequel la majorité relative suffit. Si plusieurs candidats obtiennent le même nombre de suffrages, l'élection est acquise au plus âgé lorsque tous ne peuvent être élus compte tenu du nombre de sièges à pourvoir[2].

Depuis la réforme du 17 mai 2013, une déclaration de candidature en préfecture ou sous-préfecture est obligatoire. Les candidatures isolées et les listes incomplètes sont autorisées, et on ne peut plus être élu si l'on n'a pas préalablement fait acte de candidature. Les suffrages sont comptabilisés individuellement, et le panachage est autorisé : les électeurs ont le droit de ne pas respecter les listes de candidats, en votant pour des candidats issus de listes différentes.

### Communes de1 000 habitantset plus
Dans les communes de plus de 1 000 habitants, l'élection des conseillers municipaux se déroule selon un scrutin de liste à deux tours avec représentation proportionnelle : les candidats se présentent en listes complètes avec la possibilité d'avoir deux candidats supplémentaires sur les listes complètes. Lors du vote, on ne peut faire ni adjonction, ni suppression, ni modification de l'ordre de présentation des listes.
L'élection peut se limiter à un seul tour en cas de majorité absolue, ou donner lieu à un second tour, auquel cas :
- les listes qui ont obtenu au moins 10 % des suffrages exprimés peuvent s'y maintenir ;
- les candidats d'une liste qui a obtenu plus de 5 %, sans pouvoir se maintenir en tant que tels, peuvent rejoindre une autre liste[7], ce qui peut amener à modifier l'ordre de présentation des candidats.

Les élections municipales des communes de plus de 1 000 habitants constituent un scrutin majoritaire avec une dose proportionnelle : on attribue d'abord la moitié (arrondie si nécessaire à l'entier supérieur) des sièges à pourvoir à la liste qui a le plus de voix au premier tour ou, s'il y a lieu, au second ; les autres sièges sont répartis entre toutes les listes présentes au dernier tour ayant eu plus de 5 % des suffrages exprimés (y compris la liste majoritaire) à la représentation proportionnelle à la plus forte moyenne.

### Intercommunalités
Les délégués d'une commune au sein du conseil des communautés de communes et des communautés d'agglomération sont élus lors des élections municipales.
Chaque commune est représentée au conseil communautaire par un nombre de représentants tenant compte de sa population, élus comme suit :
- commune de moins de 1 000 habitants : les représentants de la commune au conseil communautaire sont les membres du conseil municipal désignés dans l'ordre du tableau (maire, puis adjoints, puis conseillers municipaux)[9] ;
- commune de plus de 1 000 habitants : les conseillers communautaires sont élus en même temps que les conseillers municipaux. Sur un seul et même bulletin doivent figurer la liste des candidats au conseil municipal et celle des candidats au conseil communautaire (scrutin fléché)[10]. Les représentants des communes dans les EPCI sans fiscalité propre (syndicat intercommunal à vocation unique, syndicat intercommunal à vocation multiple, syndicat mixte) continuent d'être élus par chacun des conseils municipaux concernés, comme c'était le cas avant 2014 pour toutes les intercommunalités.

Le nombre total de conseillers communautaires dans les 9 intercommunalités à fiscalité propre du département, soit les communautés de communes et les communautés d'agglomération, sont définis de la manière suivante :
| Communauté d'agglomération                                | CA du Bassin de Brive                   | 200043172 | 48                      | 93  |
| Communauté d'agglomération                                | CA Tulle Agglo                          | 241927201 | 43                      | 73  |
| Communauté de communes                                    | CC Haute-Corrèze Communauté             | 200066744 | 71 (dont 11 dans le 23) | 102 |
| Communauté de communes                                    | CC Midi Corrézien                       | 200066769 | 34                      | 51  |
| Communauté de communes                                    | CC Xaintrie Val'Dordogne                | 200066751 | 18                      | 48  |
| Communauté de communes                                    | CC de Ventadour - Égletons - Monédières | 241900133 | 22                      | 39  |
| Communauté de communes                                    | CC du pays d'Uzerche                    | 241927243 | 12                      | 22  |
| Communauté de communes                                    | CC du Pays de Lubersac-Pompadour        | 200066603 | 12                      | 31  |
| Communauté de communes                                    | CC Vézère-Monédières-Millesources       | 200066645 | 19                      | 35  |
| Intercommunalité dont le siège est situé hors département |                                         |           |                         |     |
| Communauté de communes                                    | CC du Pays de Saint-Yrieix              | 248700189 | 9 (dont 2 dans le 19)   | 31  |

## Personnalités non candidates
- François Hollande, ancien maire de Tulle et ancien président de la République, était donné candidat par le magazine Challenges[11]. Cependant, Bernard Combes a annoncé que « François Hollande n’est pas candidat au renouvellement de la liste de gauche à Tulle. Il ne m’en a jamais parlé »[12].
- Jean-Pierre Audy, ancien député européen et actuel secrétaire départemental des Républicains a décidé de ne pas être candidat[13].
- Patricia Bordas, ancienne sénatrice de la Corrèze et actuelle référente de LREM en Corrèze ne sera pas candidate lors du scrutin[14].

## Campagne
À la clôture du dépôt des candidatures pour le premier tour, le 27 février 2020, le département de la Corrèze compte 5 132 candidats. Cependant, trois communes du département n'ont pas de candidat, il s'agit des communes de Saint-Bonnet-les-Tours-de-Merle, Saint-Geniez-ô-Merle et de Veyrières. La fin de campagne du premier tour est affecté par la pandémie de Covid-19 en France, mais Emmanuel Macron annonce, le 13 mars 2020 le maintien du scrutin du premier tour pour le 15 mars 2020 après des avis du conseil scientifique avec des mesures sanitaires strictes.
Avec la progression de la pandémie, le gouvernement décide encore à la veille du premier tour, le 14 mars 2020 par la voix d'Édouard Philippe, du maintien du scrutin, mais la fermeture des lieux publics « non indispensable » est décrété.
Au vu des résultats du premier tour marqués par une forte progression de l'abstention et de l'évolution de pandémie en France, Emmanuel Macron annonce, le 16 mars 2020, le report du second tour, initialement prévu le 22 mars 2020 et le début du confinement général en France.
Dans les communes où il est nécessaire d'effectuer le second tour, le décret du 17 mars le reporte. La loi du 23 mars prolonge le mandat en cours des conseillers municipaux. Ceux élus au premier tour le 15 mars prennent leur fonction « aussitôt que la situation sanitaire le permet au regard de l'analyse du comité de scientifiques ».
Au premier tour, la totalité des conseillers municipaux et communautaires ont été élus sur plus de 80 % des communes du département (226 sur 280). L'élection des maires et adjoints qui devait s'effectuer avant le 23 mars est reportée en raison de la pandémie de maladie à coronavirus. Les conseillers municipaux élus dès le premier tour entrent finalement en fonction le 18 mai 2020, tandis que les maires et les adjoints devraient être élus lors de la première réunion de chaque conseil municipal, prévue entre le 23 et le 28 mai.
Le deuxième tour prévu initialement le 22 mars est également reporté au dimanche 28 juin.

## Maires sortants et maires élus
Le tableau ci-dessus prend en compte uniquement les communes comptant plus de 1 000 habitants, d'après les chiffres de l'Insee issus du recensement de 2017.
Le scrutin est marqué une stabilité relative. La gauche échoue à récupérer Brive-la-Gaillarde et Ussel, perdues en 2014. Elle se console avec les gains d'Argentat-sur-Dordogne, Naves et Neuvic. Elle cède cependant Bort-les-Orgues et Sainte-Fortunade à la droite, Perpezac-le Noir à un candidat sans étiquette. La droite recule légèrement en perdant Ussac et Varetz face à des candidats sans étiquette. 
| Commune                                         | Population | Maire sortant                 | Parti | Parti | Maire élu                | Parti | Parti |
| ----------------------------------------------- | ---------- | ----------------------------- | ----- | ----- | ------------------------ | ----- | ----- |
| Allassac                                        | 3 903      | Jean-Louis Lascaux            |       | SE    | Jean-Louis Lascaux       |       | SE    |
| Argentat-sur-Dordogne                           | 3 016      | Jean-Claude Leygnac           |       | MR    | Sébastien Duchamp        |       | PS    |
| Arnac-Pompadour                                 | 1 133      | Alain Tisseuil                |       | UDI   | Alain Tisseuil           |       | UDI   |
| Beaulieu-sur-Dordogne                           | 1 299      | Dominique Cayre               |       | DVD   | Dominique Cayre          |       | DVD   |
| Beynat                                          | 1 258      | Jean-Michel Monteil           |       | DVD   | Jean-Michel Monteil      |       | DVD   |
| Bort-les-Orgues                                 | 2 677      | Nathalie Delcouderc-Juillard* |       | PS    | Éric Ziolo               |       | LR    |
| Brive-la-Gaillarde                              | 46 916     | Frédéric Soulier              |       | LR    | Frédéric Soulier         |       | LR    |
| Chamberet                                       | 1 372      | Bernard Rual                  |       | UDI   | Bernard Rual             |       | UDI   |
| Chamboulive                                     | 1 209      | Noël Martinie*                |       | PS    | Betty Dessine            |       | DVG   |
| Chameyrat                                       | 1 535      | Alain Vaux*                   |       | PS    | Émilie Boucheteil        |       | DVG   |
| Cornil                                          | 1 350      | Pascal Fouché                 |       | DVD   | Pascal Fouché            |       | DVD   |
| Corrèze                                         | 1 128      | Jean-François Labbat          |       | DVG   | Jean-François Labbat     |       | DVG   |
| Cosnac                                          | 2 981      | Gérard Soler                  |       | DVD   | Gérard Soler             |       | DVD   |
| Cublac                                          | 1 695      | Jean-Marc Brut                |       | LR    | Jean-Marc Brut           |       | LR    |
| Donzenac                                        | 2 651      | Yves Laporte                  |       | MR    | Yves Laporte             |       | MR    |
| Égletons                                        | 4 298      | Charles Ferré                 |       | LR    | Charles Ferré            |       | LR    |
| Favars                                          | 1 072      | Bernard Jauvion               |       | PCF   | Bernard Jauvion          |       | PCF   |
| Juillac                                         | 1 126      | Josette Fargetas              |       | UDI   | Josette Fargetas         |       | UDI   |
| Lagraulière                                     | 1 100      | Ubald Chenoux                 |       | DVD   | Ubald Chenoux            |       | DVD   |
| Laguenne-sur-Avalouze                           | 1 548      | Roger Chassagnard             |       | PS    | Roger Chassagnard        |       | PS    |
| Larche                                          | 1 543      | Bernard Duteil*               |       | DVD   | Bernard Laroche          |       | DVD   |
| Lubersac                                        | 2 230      | Jean-Pierre Decaie*           |       | LR    | Philippe Gonzalez        |       | DVD   |
| Malemort                                        | 7 985      | Jean-Paul Avril*              |       | UDI   | Laurent Darthou          |       | UDI   |
| Mansac                                          | 1 427      | Isabelle David                |       | PS    | Isabelle David           |       | PS    |
| Meymac                                          | 2 206      | Philippe Brugère              |       | DVG   | Philippe Brugère         |       | DVG   |
| Meyssac                                         | 1 275      | Christophe Caron              |       | DVG   | Christophe Caron         |       | DVG   |
| Naves                                           | 2 320      | Huguette Madelmont*           |       | DVD   | Hervé Longy              |       | EÉLV  |
| Neuvic                                          | 1 648      | Jean Stöhr*                   |       | LR    | Dominique Miermont       |       | PS    |
| Objat                                           | 3 640      | Philippe Vidau                |       | LR    | Philippe Vidau           |       | LR    |
| Perpezac-le-Noir                                | 1 166      | Francis Chalard               |       | PCF   | Jérôme Sagne             |       | SE    |
| Rosiers-d'Égletons                              | 1 070      | Jean Boinet*                  |       | PS    | Gérard Brette            |       | DVG   |
| Saint-Clément                                   | 1 323      | Daniel Combes                 |       | PS    | Éric Bellouin            |       | DVG   |
| Sainte-Féréole                                  | 1 941      | Henri Soulier                 |       | LR    | Henri Soulier            |       | LR    |
| Sainte-Fortunade                                | 1 784      | Michel Jaulin*                |       | PS    | Martine Dupin De Beyssat |       | DVD   |
| Saint-Germain-les-Vergnes                       | 1 114      | Alain Penot                   |       | LR    | Alain Penot              |       | LR    |
| Saint-Mexant                                    | 1 307      | Marc Chèze*                   |       | PS    | Patrick Bordas           |       | PS    |
| Saint-Pantaléon-de-Larche                       | 4 777      | Alain Lapacherie              |       | DVD   | Alain Lapacherie         |       | DVD   |
| Saint-Privat                                    | 1 075      | Jean-Basile Sallard           |       | PS    | Jean-Basile Sallard      |       | PS    |
| Saint-Viance                                    | 1 853      | Robert Louradour*             |       | DVD   | Pierre Charpenet         |       | DVD   |
| Seilhac                                         | 1 737      | Marc Géraudie                 |       | DVG   | Marc Géraudie            |       | DVG   |
| Treignac                                        | 1 361      | Gérard Coignac                |       | PS    | Gérard Coignac           |       | PS    |
| Tulle                                           | 14 836     | Bernard Combes                |       | PS    | Bernard Combes           |       | PS    |
| Ussac                                           | 4 178      | Gilbert Rouhaud*              |       | DVD   | Jean-Philippe Bosselut   |       | SE    |
| Ussel                                           | 9 736      | Christophe Arfeuillère        |       | LR    | Christophe Arfeuillère   |       | LR    |
| Uzerche                                         | 2 806      | Jean-Paul Grador              |       | PCF   | Jean-Paul Grador         |       | PCF   |
| Varetz                                          | 2 425      | Catherine Goulmy              |       | DVD   | Béatrice Londeix         |       | SE    |
| Vigeois                                         | 1 195      | Jean-Paul Comby               |       | DVG   | Jean-Paul Comby          |       | DVG   |
| Voutezac                                        | 1 259      | Nicole Poulverel              |       | UDI   | Nicole Poulverel         |       | UDI   |
| *maires sortants ne se représentant pas en 2020 |            |                               |       |       |                          |       |       |

## Présidents d'intercommunalités sortants et élus
| Intercommunalité | Intercommunalité                  | Population | Président sortant | Parti | Parti | Président élu      | Parti | Parti |
| ---------------- | --------------------------------- | ---------- | ----------------- | ----- | ----- | ------------------ | ----- | ----- |
| CA               | Bassin de Brive                   | 107 831    | Frédéric Soulier  |       | LR    | Frédéric Soulier   |       | LR    |
| CA               | Tulle Agglo                       | 44 358     | Michel Breuilh    |       | PS    | Michel Breuilh     |       | PS    |
| CC               | Haute-Corrèze Communauté          | 33 652     | Pierre Chevalier  |       | LR    | Pierre Chevalier   |       | LR    |
| CC               | Midi Corrézien                    | 13 130     | Alain Simonet     |       | SE    | Alain Simonet      |       | SE    |
| CC               | Xaintrie Val'Dordogne             | 11 611     | Hubert Arrestier  |       | SE    | Nicole Bardi       |       | DVG   |
| CC               | Ventadour - Égletons - Monédières | 10 215     | Francis Dubois    |       | DVD   | Francis Dubois     |       | DVD   |
| CC               | Pays d'Uzerche                    | 9 730      | Michel Dubech     |       | SE    | Catherine Chambras |       | DVG   |
| CC               | Pays de Lubersac-Pompadour        | 7 619      | Francis Comby     |       | LR    | Francis Comby      |       | LR    |
| CC               | Vézère-Monédières-Millesources    | 5 042      | Philippe Jenty    |       | SE    | Philippe Jenty     |       | SE    |

## Résultats

### Taux de participation
| Taux de participation | 1er tour | 1er tour | 1er tour   | 2d tour | 2d tour | 2d tour    | Différence entre les deux tours |
| Taux de participation | En 2014  | En 2020  | Différence | En 2014 | En 2020 | Différence | Différence entre les deux tours |
| --------------------- | -------- | -------- | ---------- | ------- | ------- | ---------- | ------------------------------- |
| à 12 heures           | 28,47 %  | 21,51 %  | 6,96       | 24,58 % | 26,89 % | 2,31       | 5,38                            |
| à 17 heures           | 66,31 %  | 42,47 %  | 23,84      | 62,73 % | 53,89 % | 8,84       | 11,42                           |
| final                 | 75,75 %  | 56,24 %  | 19,51      | 70,74 % | 61,95 % | 8,79       | 5,71                            |

### Résultats généraux
|                        | Communes à scrutin de listes | Communes à scrutin de listes | Communes à scrutin de listes | Communes à scrutin de listes | Communes à scrutin majoritaire | Communes à scrutin majoritaire | Communes à scrutin majoritaire | Communes à scrutin majoritaire | Ensemble des communes | Ensemble des communes | Ensemble des communes | Ensemble des communes |
| Premier tour           | Premier tour                 | Second tour                  | Second tour                  | Premier tour                 | Premier tour                   | Second tour                    | Second tour                    | Premier tour                   | Premier tour          | Second tour           | Second tour           |                       |
| Voix                   | %                            | Voix                         | %                            | Voix                         | %                              | Voix                           | %                              | Voix                           | %                     | Voix                  | %                     |                       |
| ---------------------- | ---------------------------- | ---------------------------- | ---------------------------- | ---------------------------- | ------------------------------ | ------------------------------ | ------------------------------ | ------------------------------ | --------------------- | --------------------- | --------------------- | --------------------- |
| Votes valides          |                              |                              |                              |                              |                                |                                |                                |                                | 97 439                | 93,80                 | 16 051                | 96,30                 |
| Votes blancs           |                              |                              |                              |                              |                                |                                |                                |                                | 1 730                 | 1,67                  | 236                   | 1,42                  |
| Votes nuls             |                              |                              |                              |                              |                                |                                |                                |                                | 4 703                 | 4,53                  | 380                   | 2,28                  |
|                        |                              |                              |                              |                              |                                |                                |                                |                                |                       |                       |                       |                       |
| Total                  |                              |                              |                              |                              |                                |                                |                                |                                | 103 872               | 100                   | 16 667                | 100                   |
| Abstentions            |                              |                              |                              |                              |                                |                                |                                |                                | 80 809                | 43,76                 | 10 235                | 38,05                 |
| Inscrits/participation |                              |                              |                              |                              |                                |                                |                                |                                | 184 681               | 56,24                 | 26 902                | 61,95                 |

### Résultats en nombre de maires
| Partis               | Partis                               | Maires sortants | Maires élus | Évolution     |
| -------------------- | ------------------------------------ | --------------- | ----------- | ------------- |
|                      | Divers gauche                        | 5               | 9           | 4             |
|                      | Parti socialiste                     | 12              | 8           | 4             |
|                      | Parti communiste français            | 3               | 2           | 1             |
|                      | Europe Écologie Les Verts            | 0               | 1           | 1             |
| Total gauche         | Total gauche                         | 20              | 20          | en stagnation |
|                      | Divers droite                        | 11              | 10          | 1             |
|                      | Les Républicains                     | 9               | 8           | 1             |
| Total droite         | Total droite                         | 20              | 18          | 2             |
|                      | Union des démocrates et indépendants | 5               | 5           | en stagnation |
|                      | Mouvement radical                    | 2               | 1           | 1             |
| Total centre         | Total centre                         | 7               | 6           | 1             |
| Total sans étiquette | Total sans étiquette                 | 1               | 4           | 3             |
| Total                | Total                                | 48              | 48          | -             |

### Résultats dans les communes de plus de1 000 habitants

#### Allassac
- Maire sortant : Jean-Louis Lascaux (SE)
- 27 sièges à pourvoir au conseil municipal (population légale 2017 : 3 903 habitants)
- 2 sièges à pourvoir au conseil communautaire (CA Agglo de Brive)

|                          |                          |                          |              |              |        |        |  |  |  |
| Tête de liste            | Tête de liste            | Liste                    | Premier tour | Premier tour | Sièges | Sièges |  |  |  |
| Tête de liste            | Tête de liste            | Liste                    | Voix         | %            | CM     | CC     |  |  |  |
|                          | Jean-Louis Lascaux,      | SE                       | 1 078        | 64,20        | 22     | 2      |  |  |  |
|                          | Karine Thomas            | DVD                      | 601          | 35,79        | 5      | 0      |  |  |  |
|                          |                          |                          |              |              |        |        |  |  |  |
| Votes valides            | Votes valides            | Votes valides            | 1 679        | 95,62        |        |        |  |  |  |
| Votes blancs             | Votes blancs             | Votes blancs             | 22           | 1,25         |        |        |  |  |  |
| Votes nuls               | Votes nuls               | Votes nuls               | 55           | 3,13         |        |        |  |  |  |
| Total                    | Total                    | Total                    | 1 756        | 100          | 27     | 2      |  |  |  |
| Abstention               | Abstention               | Abstention               | 1 307        | 42,67        |        |        |  |  |  |
| Inscrits / participation | Inscrits / participation | Inscrits / participation | 3 063        | 57,33        |        |        |  |  |  |

#### Argentat-sur-Dordogne
- Maire sortant : Jean-Claude Leygnac (MR)
- 27 sièges à pourvoir au conseil municipal (population légale 2017 : 3 016 habitants)
- 12 sièges à pourvoir au conseil communautaire (CC Xaintrie Val'Dordogne)

|                          |                          |                          |              |              |        |        |  |  |  |
| Tête de liste            | Tête de liste            | Liste                    | Premier tour | Premier tour | Sièges | Sièges |  |  |  |
| Tête de liste            | Tête de liste            | Liste                    | Voix         | %            | CM     | CC     |  |  |  |
|                          | Sébastien Duchamp        | DVG (PS)                 | 760          | 57,44        | 22     | 10     |  |  |  |
|                          | Jean-Claude Leygnac,     | DVC (MR-LREM-DVD)        | 563          | 42,55        | 5      | 2      |  |  |  |
|                          |                          |                          |              |              |        |        |  |  |  |
| Votes valides            | Votes valides            | Votes valides            | 1 323        | 92,91        |        |        |  |  |  |
| Votes blancs             | Votes blancs             | Votes blancs             | 30           | 2,11         |        |        |  |  |  |
| Votes nuls               | Votes nuls               | Votes nuls               | 71           | 4,99         |        |        |  |  |  |
| Total                    | Total                    | Total                    | 1 424        | 100          | 27     | 12     |  |  |  |
| Abstention               | Abstention               | Abstention               | 1 003        | 41,33        |        |        |  |  |  |
| Inscrits / participation | Inscrits / participation | Inscrits / participation | 2 427        | 58,67        |        |        |  |  |  |

#### Arnac-Pompadour
- Maire sortant : Alain Tisseuil (UDI)
- 15 sièges à pourvoir au conseil municipal (population légale 2017 : 1 133 habitants)
- 4 sièges à pourvoir au conseil communautaire (CC du Pays de Lubersac-Pompadour)

| Tête de liste            | Tête de liste            | Liste                    | Premier tour | Premier tour | Sièges | Sièges |
| Tête de liste            | Tête de liste            | Liste                    | Voix         | %            | CM     | CC     |
| ------------------------ | ------------------------ | ------------------------ | ------------ | ------------ | ------ | ------ |
|                          | Alain Tisseuil,          | UDI                      | 392          | 100          | 15     | 4      |
|                          |                          |                          |              |              |        |        |
| Votes valides            | Votes valides            | Votes valides            | 392          | 81,50        |        |        |
| Votes blancs             | Votes blancs             | Votes blancs             | 5            | 1,04         |        |        |
| Votes nuls               | Votes nuls               | Votes nuls               | 84           | 17,46        |        |        |
| Total                    | Total                    | Total                    | 481          | 100          | 15     | 4      |
| Abstention               | Abstention               | Abstention               | 409          | 45,96        |        |        |
| Inscrits / participation | Inscrits / participation | Inscrits / participation | 890          | 54,04        |        |        |

#### Beaulieu-sur-Dordogne
- Maire sortant : Dominique Cayre (DVD)
- 19 sièges à pourvoir au conseil municipal (population légale 2017 : 1 299 habitants)
- 5 sièges à pourvoir au conseil communautaire (CC Midi Corrézien)

| Tête de liste            | Tête de liste            | Liste                    | Premier tour | Premier tour | Sièges | Sièges |
| Tête de liste            | Tête de liste            | Liste                    | Voix         | %            | CM     | CC     |
| ------------------------ | ------------------------ | ------------------------ | ------------ | ------------ | ------ | ------ |
|                          | Dominique Cayre,         | DVD                      | 332          | 100          | 19     | 5      |
|                          |                          |                          |              |              |        |        |
| Votes valides            | Votes valides            | Votes valides            | 332          | 69,75        |        |        |
| Votes blancs             | Votes blancs             | Votes blancs             | 23           | 4,83         |        |        |
| Votes nuls               | Votes nuls               | Votes nuls               | 121          | 25,42        |        |        |
| Total                    | Total                    | Total                    | 476          | 100          | 19     | 5      |
| Abstention               | Abstention               | Abstention               | 450          | 48,60        |        |        |
| Inscrits / participation | Inscrits / participation | Inscrits / participation | 926          | 51,40        |        |        |

#### Beynat
- Maire sortant : Jean-Michel Monteil (DVD)
- 15 sièges à pourvoir au conseil municipal (population légale 2017 : 1 258 habitants)
- 5 sièges à pourvoir au conseil communautaire (CC Midi Corrézien)

| Tête de liste            | Tête de liste            | Liste                    | Premier tour | Premier tour | Sièges | Sièges |
| Tête de liste            | Tête de liste            | Liste                    | Voix         | %            | CM     | CC     |
| ------------------------ | ------------------------ | ------------------------ | ------------ | ------------ | ------ | ------ |
|                          | Jean-Michel Monteil,     | DVD (LR)                 | 536          | 100          | 15     | 5      |
|                          |                          |                          |              |              |        |        |
| Votes valides            | Votes valides            | Votes valides            | 536          | 81,34        |        |        |
| Votes blancs             | Votes blancs             | Votes blancs             | 26           | 3,95         |        |        |
| Votes nuls               | Votes nuls               | Votes nuls               | 97           | 14,72        |        |        |
| Total                    | Total                    | Total                    | 659          | 100          | 15     | 5      |
| Abstention               | Abstention               | Abstention               | 371          | 36,02        |        |        |
| Inscrits / participation | Inscrits / participation | Inscrits / participation | 1 030        | 52,04        |        |        |

#### Bort-les-Orgues
- Maire sortant : Nathalie Delcouderc-Juillard (PS)
- 23 sièges à pourvoir au conseil municipal (population légale 2017 : 2 677 habitants)
- 6 sièges à pourvoir au conseil communautaire (CC Haute-Corrèze Communauté)

| Tête de liste            | Tête de liste            | Liste                    | Premier tour | Premier tour | Sièges | Sièges |
| Tête de liste            | Tête de liste            | Liste                    | Voix         | %            | CM     | CC     |
| ------------------------ | ------------------------ | ------------------------ | ------------ | ------------ | ------ | ------ |
|                          | Éric Ziolo               | DVD (LR)                 | 701          | 100          | 23     | 6      |
|                          |                          |                          |              |              |        |        |
| Votes valides            | Votes valides            | Votes valides            | 701          | 73,17        |        |        |
| Votes blancs             | Votes blancs             | Votes blancs             | 109          | 11,38        |        |        |
| Votes nuls               | Votes nuls               | Votes nuls               | 148          | 15,45        |        |        |
| Total                    | Total                    | Total                    | 958          | 100          | 23     | 6      |
| Abstention               | Abstention               | Abstention               | 942          | 49,58        |        |        |
| Inscrits / participation | Inscrits / participation | Inscrits / participation | 1 900        | 50,42        |        |        |

#### Brive-la-Gaillarde
- Maire sortant : Frédéric Soulier (LR)
- 43 sièges à pourvoir au conseil municipal (population légale 2017 : 46 916 habitants)
- 34 sièges à pourvoir au conseil communautaire (CA Agglo de Brive)

|                          |                          |                                     |              |              |        |        |  |  |  |
| Tête de liste            | Tête de liste            | Liste                               | Premier tour | Premier tour | Sièges | Sièges |  |  |  |
| Tête de liste            | Tête de liste            | Liste                               | Voix         | %            | CM     | CC     |  |  |  |
|                          | Frédéric Soulier,        | LUD (LR-UDI-MR-Agir-LREM-MoDem-MEI) | 6 736        | 60,44        | 35     | 28     |  |  |  |
|                          | Paul Roche               | LUG (PS-PCF)                        | 2 306        | 20,69        | 4      | 4      |  |  |  |
|                          | Shamira Kashri           | DVG                                 | 1 091        | 9,79         | 2      | 1      |  |  |  |
|                          | Chloé Herzhaft           | EÉLV                                | 1 011        | 9,07         | 2      | 1      |  |  |  |
|                          |                          |                                     |              |              |        |        |  |  |  |
| Votes valides            | Votes valides            | Votes valides                       | 11 144       | 95,72        |        |        |  |  |  |
| Votes blancs             | Votes blancs             | Votes blancs                        | 172          | 1,48         |        |        |  |  |  |
| Votes nuls               | Votes nuls               | Votes nuls                          | 326          | 2,80         |        |        |  |  |  |
| Total                    | Total                    | Total                               | 11 642       | 100          | 43     | 34     |  |  |  |
| Abstention               | Abstention               | Abstention                          | 21 075       | 64,42        |        |        |  |  |  |
| Inscrits / participation | Inscrits / participation | Inscrits / participation            | 32 717       | 35,58        |        |        |  |  |  |

#### Chamberet
- Maire sortant : Bernard Rual (UDI)
- 15 sièges à pourvoir au conseil municipal (population légale 2017 : 1 372 habitants)
- 8 sièges à pourvoir au conseil communautaire (CC Vézère-Monédières-Millesources)

| Tête de liste            | Tête de liste            | Liste                    | Premier tour | Premier tour | Sièges | Sièges |
| Tête de liste            | Tête de liste            | Liste                    | Voix         | %            | CM     | CC     |
| ------------------------ | ------------------------ | ------------------------ | ------------ | ------------ | ------ | ------ |
|                          | Bernard Rual,            | UDI-MR                   | 418          | 100          | 15     | 8      |
|                          |                          |                          |              |              |        |        |
| Votes valides            | Votes valides            | Votes valides            | 418          | 73,51        |        |        |
| Votes blancs             | Votes blancs             | Votes blancs             | 15           | 2,67         |        |        |
| Votes nuls               | Votes nuls               | Votes nuls               | 128          | 22,82        |        |        |
| Total                    | Total                    | Total                    | 561          | 100          | 15     | 8      |
| Abstention               | Abstention               | Abstention               | 466          | 45,37        |        |        |
| Inscrits / participation | Inscrits / participation | Inscrits / participation | 1 027        | 54,63        |        |        |

#### Chamboulive
- Maire sortant : Noël Martinie (PS)
- 15 sièges à pourvoir au conseil municipal (population légale 2017 : 1 209 habitants)
- 2 sièges à pourvoir au conseil communautaire (CA Tulle Agglo)

| Tête de liste            | Tête de liste              | Liste                    | Premier tour | Premier tour | Sièges | Sièges |
| Tête de liste            | Tête de liste              | Liste                    | Voix         | %            | CM     | CC     |
| ------------------------ | -------------------------- | ------------------------ | ------------ | ------------ | ------ | ------ |
|                          | Betty Dessine              | DVG                      | 427          | 79,96        | 14     | 2      |
|                          | Marie-Josée Leyrat-Tronche | DVD                      | 107          | 20,03        | 1      | 0      |
|                          |                            |                          |              |              |        |        |
| Votes valides            | Votes valides              | Votes valides            | 534          | 89,30        |        |        |
| Votes blancs             | Votes blancs               | Votes blancs             | 14           | 2,34         |        |        |
| Votes nuls               | Votes nuls                 | Votes nuls               | 50           | 8,36         |        |        |
| Total                    | Total                      | Total                    | 598          | 100          | 15     | 2      |
| Abstention               | Abstention                 | Abstention               | 354          | 37,18        |        |        |
| Inscrits / participation | Inscrits / participation   | Inscrits / participation | 952          | 62,82        |        |        |

#### Chameyrat
- Maire sortant : Alain Vaux (PS)
- 19 sièges à pourvoir au conseil municipal (population légale 2017 : 1 535 habitants)
- 2 sièges à pourvoir au conseil communautaire (CA Tulle Agglo)

| Tête de liste            | Tête de liste            | Liste                    | Premier tour | Premier tour | Sièges | Sièges |
| Tête de liste            | Tête de liste            | Liste                    | Voix         | %            | CM     | CC     |
| ------------------------ | ------------------------ | ------------------------ | ------------ | ------------ | ------ | ------ |
|                          | Émilie Boucheteil        | DVG                      | 478          | 66,20        | 16     | 2      |
|                          | Patrick Vialatte         | PCF                      | 244          | 33,79        | 3      | 0      |
|                          |                          |                          |              |              |        |        |
| Votes valides            | Votes valides            | Votes valides            | 722          | 95,13        |        |        |
| Votes blancs             | Votes blancs             | Votes blancs             | 9            | 1,19         |        |        |
| Votes nuls               | Votes nuls               | Votes nuls               | 28           | 3,69         |        |        |
| Total                    | Total                    | Total                    | 759          | 100          | 19     | 2      |
| Abstention               | Abstention               | Abstention               | 489          | 39,18        |        |        |
| Inscrits / participation | Inscrits / participation | Inscrits / participation | 1 248        | 60,82        |        |        |

#### Cornil
- Maire sortant : Pascal Fouché (DVD)
- 15 sièges à pourvoir au conseil municipal (population légale 2017 : 1 340 habitants)
- 2 sièges à pourvoir au conseil communautaire (CA Tulle Agglo)

| Tête de liste            | Tête de liste            | Liste                    | Premier tour | Premier tour | Sièges | Sièges |
| Tête de liste            | Tête de liste            | Liste                    | Voix         | %            | CM     | CC     |
| ------------------------ | ------------------------ | ------------------------ | ------------ | ------------ | ------ | ------ |
|                          | Pascal Fouché,           | DVD                      | 305          | 100          | 15     | 2      |
|                          |                          |                          |              |              |        |        |
| Votes valides            | Votes valides            | Votes valides            | 305          | 77,41        |        |        |
| Votes blancs             | Votes blancs             | Votes blancs             | 17           | 4,31         |        |        |
| Votes nuls               | Votes nuls               | Votes nuls               | 72           | 18,27        |        |        |
| Total                    | Total                    | Total                    | 394          | 100          | 15     | 2      |
| Abstention               | Abstention               | Abstention               | 431          | 52,24        |        |        |
| Inscrits / participation | Inscrits / participation | Inscrits / participation | 825          | 47,76        |        |        |

#### Corrèze
- Maire sortant : Jean-François Labbat (DVG)
- 15 sièges à pourvoir au conseil municipal (population légale 2017 : 1 128 habitants)
- 2 sièges à pourvoir au conseil communautaire (CA Tulle Agglo)

| Tête de liste            | Tête de liste            | Liste                    | Premier tour | Premier tour | Sièges | Sièges |
| Tête de liste            | Tête de liste            | Liste                    | Voix         | %            | CM     | CC     |
| ------------------------ | ------------------------ | ------------------------ | ------------ | ------------ | ------ | ------ |
|                          | Jean-François Labbat,    | DVG                      | 335          | 100,00       | 15     | 2      |
|                          |                          |                          |              |              |        |        |
| Votes valides            | Votes valides            | Votes valides            | 335          | 70,97        |        |        |
| Votes blancs             | Votes blancs             | Votes blancs             | 28           | 5,93         |        |        |
| Votes nuls               | Votes nuls               | Votes nuls               | 109          | 23,09        |        |        |
| Total                    | Total                    | Total                    | 472          | 100          | 15     | 2      |
| Abstention               | Abstention               | Abstention               | 413          | 46,67        |        |        |
| Inscrits / participation | Inscrits / participation | Inscrits / participation | 885          | 53,33        |        |        |

#### Cosnac
- Maire sortant : Gérard Soler (DVD)
- 23 sièges à pourvoir au conseil municipal (population légale 2017 : 2 981 habitants)
- 2 sièges à pourvoir au conseil communautaire (CA Agglo de Brive)

| Tête de liste  | Tête de liste  | Liste          | Premier tour | Premier tour | Sièges | Sièges |
| Tête de liste  | Tête de liste  | Liste          | Voix         | %            | CM     | CC     |
| -------------- | -------------- | -------------- | ------------ | ------------ | ------ | ------ |
|                | Gérard Soler,  | DVD            | 827          | 100,00       | 23     | 2      |
|                |                |                |              |              |        |        |
| Inscrits       | Inscrits       | Inscrits       | 2 441        | 100,00       |        |        |
| Abstentions    | Abstentions    | Abstentions    | 1 473        | 60,34        |        |        |
| Votants        | Votants        | Votants        | 968          | 39,66        |        |        |
| Blancs et nuls | Blancs et nuls | Blancs et nuls | 141          | 5,78         |        |        |
| Exprimés       | Exprimés       | Exprimés       | 827          | 33,88        |        |        |

#### Cublac
- Maire sortant : Jean-Marc Brut (LR)
- 19 sièges à pourvoir au conseil municipal (population légale 2017 : 1 695 habitants)
- 1 siège à pourvoir au conseil communautaire (CA Agglo de Brive)

| Tête de liste  | Tête de liste   | Liste          | Premier tour | Premier tour | Sièges | Sièges |
| Tête de liste  | Tête de liste   | Liste          | Voix         | %            | CM     | CC     |
| -------------- | --------------- | -------------- | ------------ | ------------ | ------ | ------ |
|                | Jean-Marc Brut, | LR             | 605          | 100,00       | 19     | 1      |
|                |                 |                |              |              |        |        |
| Inscrits       | Inscrits        | Inscrits       | 1 356        | 100,00       |        |        |
| Abstentions    | Abstentions     | Abstentions    | 685          | 50,52        |        |        |
| Votants        | Votants         | Votants        | 671          | 49,48        |        |        |
| Blancs et nuls | Blancs et nuls  | Blancs et nuls | 66           | 4,87         |        |        |
| Exprimés       | Exprimés        | Exprimés       | 605          | 44,62        |        |        |

#### Donzenac
- Maire sortant : Yves Laporte (MR)
- 19 sièges à pourvoir au conseil municipal (population légale 2017 : 2 651 habitants)
- 1 siège à pourvoir au conseil communautaire (CA Agglo de Brive)

| Tête de liste  | Tête de liste  | Liste          | Premier tour | Premier tour | Sièges | Sièges |
| Tête de liste  | Tête de liste  | Liste          | Voix         | %            | CM     | CC     |
| -------------- | -------------- | -------------- | ------------ | ------------ | ------ | ------ |
|                | Yves Laporte,  | MR             | 533          | 100,00       | 23     | 1      |
|                |                |                |              |              |        |        |
| Inscrits       | Inscrits       | Inscrits       | 2 035        | 100,00       |        |        |
| Abstentions    | Abstentions    | Abstentions    | 1 270        | 62,41        |        |        |
| Votants        | Votants        | Votants        | 765          | 37,59        |        |        |
| Blancs et nuls | Blancs et nuls | Blancs et nuls | 232          | 11,40        |        |        |
| Exprimés       | Exprimés       | Exprimés       | 533          | 26,19        |        |        |

#### Égletons
- Maire sortant : Charles Ferré (LR)
- 27 sièges à pourvoir au conseil municipal (population légale 2017 : 4 298 habitants)
- 16 sièges à pourvoir au conseil communautaire (CC Ventadour-Égletons-Monédières)

|                          |                          |                          |              |              |        |        |  |  |  |
| Tête de liste            | Tête de liste            | Liste                    | Premier tour | Premier tour | Sièges | Sièges |  |  |  |
| Tête de liste            | Tête de liste            | Liste                    | Voix         | %            | CM     | CC     |  |  |  |
|                          | Charles Ferré,           | DVD (LR)                 | 924          | 63,33        | 22     | 13     |  |  |  |
|                          | Olivier Villa            | DVG                      | 535          | 36,66        | 5      | 3      |  |  |  |
|                          |                          |                          |              |              |        |        |  |  |  |
| Votes valides            | Votes valides            | Votes valides            | 1 459        | 95,73        |        |        |  |  |  |
| Votes blancs             | Votes blancs             | Votes blancs             | 16           | 1,05         |        |        |  |  |  |
| Votes nuls               | Votes nuls               | Votes nuls               | 49           | 3,22         |        |        |  |  |  |
| Total                    | Total                    | Total                    | 1 524        | 100          | 27     | 16     |  |  |  |
| Abstention               | Abstention               | Abstention               | 769          | 33,54        |        |        |  |  |  |
| Inscrits / participation | Inscrits / participation | Inscrits / participation | 2 293        | 66,46        |        |        |  |  |  |

#### Favars
- Maire sortant : Bernard Jauvion (PCF)
- 15 sièges à pourvoir au conseil municipal (population légale 2017 : 1 072 habitants)
- 2 sièges à pourvoir au conseil communautaire (CA Tulle Agglo)

| Tête de liste  | Tête de liste    | Liste          | Premier tour | Premier tour | Sièges | Sièges |
| Tête de liste  | Tête de liste    | Liste          | Voix         | %            | CM     | CC     |
| -------------- | ---------------- | -------------- | ------------ | ------------ | ------ | ------ |
|                | Bernard Jauvion, | PCF            | 260          | 51,68        | 12     | 2      |
|                | Georges Afonso   | SE             | 243          | 48,31        | 3      | 0      |
|                |                  |                |              |              |        |        |
| Inscrits       | Inscrits         | Inscrits       | 887          | 100,00       |        |        |
| Abstentions    | Abstentions      | Abstentions    | 363          | 40,92        |        |        |
| Votants        | Votants          | Votants        | 524          | 59,08        |        |        |
| Blancs et nuls | Blancs et nuls   | Blancs et nuls | 21           | 2,37         |        |        |
| Exprimés       | Exprimés         | Exprimés       | 503          | 56,72        |        |        |

#### Juillac
- Maire sortant : Josette Fargetas (UDI)
- 15 sièges à pourvoir au conseil municipal (population légale 2017 : 1 126 habitants)
- 1 siège à pourvoir au conseil communautaire (CA Agglo de Brive)

| Tête de liste  | Tête de liste      | Liste          | Premier tour | Premier tour | Sièges | Sièges |
| Tête de liste  | Tête de liste      | Liste          | Voix         | %            | CM     | CC     |
| -------------- | ------------------ | -------------- | ------------ | ------------ | ------ | ------ |
|                | Josette Fargetas,  | UDI            | 334          | 58,49        | 12     | 1      |
|                | Thierry Crouzillat | PCF            | 237          | 41,50        | 3      | 0      |
|                |                    |                |              |              |        |        |
| Inscrits       | Inscrits           | Inscrits       | 903          | 100,00       |        |        |
| Abstentions    | Abstentions        | Abstentions    | 302          | 33,44        |        |        |
| Votants        | Votants            | Votants        | 601          | 66,56        |        |        |
| Blancs et nuls | Blancs et nuls     | Blancs et nuls | 30           | 3,32         |        |        |
| Exprimés       | Exprimés           | Exprimés       | 571          | 63,23        |        |        |

#### Lagraulière
- Maire sortant : Ubald Chenoux (DVD)
- 15 sièges à pourvoir au conseil municipal (population légale 2017 : 1 100 habitants)
- 2 sièges à pourvoir au conseil communautaire (CA Tulle Agglo)

| Tête de liste  | Tête de liste  | Liste          | Premier tour | Premier tour | Sièges | Sièges |
| Tête de liste  | Tête de liste  | Liste          | Voix         | %            | CM     | CC     |
| -------------- | -------------- | -------------- | ------------ | ------------ | ------ | ------ |
|                | Ubald Chenou   | DVD            | 313          | 100,00       | 15     | 2      |
|                |                |                |              |              |        |        |
| Inscrits       | Inscrits       | Inscrits       | 883          | 100,00       |        |        |
| Abstentions    | Abstentions    | Abstentions    | 455          | 51,53        |        |        |
| Votants        | Votants        | Votants        | 428          | 48,47        |        |        |
| Blancs et nuls | Blancs et nuls | Blancs et nuls | 115          | 13,02        |        |        |
| Exprimés       | Exprimés       | Exprimés       | 313          | 35,45        |        |        |

#### Laguenne-sur-Avalouze
- Maire sortant : Roger Chassagnard (PS)
- 23 sièges à pourvoir au conseil municipal (population légale 2017 : 1 548 habitants)
- 2 sièges à pourvoir au conseil communautaire (CA Tulle Agglo)

| Tête de liste  | Tête de liste      | Liste          | Premier tour | Premier tour | Sièges | Sièges |
| Tête de liste  | Tête de liste      | Liste          | Voix         | %            | CM     | CC     |
| -------------- | ------------------ | -------------- | ------------ | ------------ | ------ | ------ |
|                | Roger Chassagnard, | PS             | 324          | 100,00       | 23     | 2      |
|                |                    |                |              |              |        |        |
| Inscrits       | Inscrits           | Inscrits       | 1 108        | 100,00       |        |        |
| Abstentions    | Abstentions        | Abstentions    | 694          | 62,64        |        |        |
| Votants        | Votants            | Votants        | 414          | 37,36        |        |        |
| Blancs et nuls | Blancs et nuls     | Blancs et nuls | 90           | 8,13         |        |        |
| Exprimés       | Exprimés           | Exprimés       | 324          | 29,24        |        |        |

#### Larche
- Maire sortant : Bernard Duteil (DVD)
- 19 sièges à pourvoir au conseil municipal (population légale 2017 : 1 583 habitants)
- 1 siège à pourvoir au conseil communautaire (CA Agglo de Brive)

| Tête de liste  | Tête de liste             | Liste          | Premier tour | Premier tour | Sièges | Sièges |
| Tête de liste  | Tête de liste             | Liste          | Voix         | %            | CM     | CC     |
| -------------- | ------------------------- | -------------- | ------------ | ------------ | ------ | ------ |
|                | Bernard Laroche           | DVD            | 423          | 55,00        | 15     | 1      |
|                | Françoise Juillat-Rantian | DVD            | 346          | 44,99        | 4      | 0      |
|                |                           |                |              |              |        |        |
| Inscrits       | Inscrits                  | Inscrits       | 1 330        | 100,00       |        |        |
| Abstentions    | Abstentions               | Abstentions    | 539          | 40,53        |        |        |
| Votants        | Votants                   | Votants        | 791          | 59,47        |        |        |
| Blancs et nuls | Blancs et nuls            | Blancs et nuls | 22           | 1,65         |        |        |
| Exprimés       | Exprimés                  | Exprimés       | 769          | 57,82        |        |        |

#### Lubersac
- Maire sortant : Jean-Pierre Decaie (LR)
- 19 sièges à pourvoir au conseil municipal (population légale 2017 : 2 230 habitants)
- 8 siège à pourvoir au conseil communautaire (CC du Pays de Lubersac-Pompadour)

| Tête de liste  | Tête de liste     | Liste          | Premier tour | Premier tour | Sièges | Sièges |
| Tête de liste  | Tête de liste     | Liste          | Voix         | %            | CM     | CC     |
| -------------- | ----------------- | -------------- | ------------ | ------------ | ------ | ------ |
|                | Philippe Gonzalez | DVD            | 613          | 100,00       | 19     | 8      |
|                |                   |                |              |              |        |        |
| Inscrits       | Inscrits          | Inscrits       | 1 797        | 100,00       |        |        |
| Abstentions    | Abstentions       | Abstentions    | 886          | 49,30        |        |        |
| Votants        | Votants           | Votants        | 911          | 50,70        |        |        |
| Blancs et nuls | Blancs et nuls    | Blancs et nuls | 298          | 16,58        |        |        |
| Exprimés       | Exprimés          | Exprimés       | 613          | 34,11        |        |        |

#### Malemort
- Maire sortant : Jean-Paul Avril (UDI)
- 33 sièges à pourvoir au conseil municipal (population légale 2017 : 7 985 habitants)
- 5 siège à pourvoir au conseil communautaire (CA Agglo de Brive)

|                          |                          |                          |              |              |        |        |  |  |  |
| Tête de liste            | Tête de liste            | Liste                    | Premier tour | Premier tour | Sièges | Sièges |  |  |  |
| Tête de liste            | Tête de liste            | Liste                    | Voix         | %            | CM     | CC     |  |  |  |
|                          | Laurent Darthou          | DVC (UDI-LR-LREM)        | 1 887        | 67,56        | 28     | 5      |  |  |  |
|                          | Frédéric Filippi         | DVG (PS-EELV-LFI)        | 906          | 32,43        | 5      | 0      |  |  |  |
|                          |                          |                          |              |              |        |        |  |  |  |
| Votes valides            | Votes valides            | Votes valides            | 2 793        | 94,26        |        |        |  |  |  |
| Votes blancs             | Votes blancs             | Votes blancs             | 68           | 2,29         |        |        |  |  |  |
| Votes nuls               | Votes nuls               | Votes nuls               | 102          | 3,44         |        |        |  |  |  |
| Total                    | Total                    | Total                    | 2 963        | 100          | 33     | 5      |  |  |  |
| Abstention               | Abstention               | Abstention               | 3 137        | 51,43        |        |        |  |  |  |
| Inscrits / participation | Inscrits / participation | Inscrits / participation | 6 100        | 48,57        |        |        |  |  |  |

#### Mansac
- Maire sortant : Isabelle David (PS)
- 15 sièges à pourvoir au conseil municipal (population légale 2017 : 1 427 habitants)
- 1 siège à pourvoir au conseil communautaire (CA Agglo de Brive)

| Tête de liste  | Tête de liste   | Liste          | Premier tour | Premier tour | Sièges | Sièges |
| Tête de liste  | Tête de liste   | Liste          | Voix         | %            | CM     | CC     |
| -------------- | --------------- | -------------- | ------------ | ------------ | ------ | ------ |
|                | Isabelle David, | PS             | 454          | 100,00       | 15     | 1      |
|                |                 |                |              |              |        |        |
| Inscrits       | Inscrits        | Inscrits       | 1 079        | 100,00       |        |        |
| Abstentions    | Abstentions     | Abstentions    | 492          | 45,60        |        |        |
| Votants        | Votants         | Votants        | 587          | 54,40        |        |        |
| Blancs et nuls | Blancs et nuls  | Blancs et nuls | 133          | 12,33        |        |        |
| Exprimés       | Exprimés        | Exprimés       | 454          | 42,08        |        |        |

#### Meymac
- Maire sortant : Philippe Brugère (PS)
- 19 sièges à pourvoir au conseil municipal (population légale 2017 : 2 366 habitants)
- 5 sièges à pourvoir au conseil communautaire (CC Haute-Corrèze Communauté)

| Tête de liste  | Tête de liste     | Liste          | Premier tour | Premier tour | Sièges | Sièges |
| Tête de liste  | Tête de liste     | Liste          | Voix         | %            | CM     | CC     |
| -------------- | ----------------- | -------------- | ------------ | ------------ | ------ | ------ |
|                | Philippe Brugère, | PS-DVG         | 841          | 68,04        | 16     | 3      |
|                | Corinne Brindel   | LR             | 395          | 31,95        | 3      | 2      |
|                |                   |                |              |              |        |        |
| Inscrits       | Inscrits          | Inscrits       | 1 868        | 100,00       |        |        |
| Abstentions    | Abstentions       | Abstentions    | 593          | 31,75        |        |        |
| Votants        | Votants           | Votants        | 1 275        | 68,25        |        |        |
| Blancs et nuls | Blancs et nuls    | Blancs et nuls | 39           | 2,09         |        |        |
| Exprimés       | Exprimés          | Exprimés       | 1 236        | 66,17        |        |        |

#### Meyssac
- Maire sortant : Christophe Caron (DVG)
- 15 sièges à pourvoir au conseil municipal (population légale 2017 : 1 275 habitants)
- 5 siège à pourvoir au conseil communautaire (CC Midi Corrézien)

| Tête de liste  | Tête de liste     | Liste          | Premier tour | Premier tour | Sièges | Sièges |
| Tête de liste  | Tête de liste     | Liste          | Voix         | %            | CM     | CC     |
| -------------- | ----------------- | -------------- | ------------ | ------------ | ------ | ------ |
|                | Christophe Caron, | DVG            | 408          | 61,16        | 12     | 4      |
|                | Alexandre Tronche | DVD            | 259          | 38,83        | 3      | 1      |
|                |                   |                |              |              |        |        |
| Inscrits       | Inscrits          | Inscrits       | 1 036        | 100,00       |        |        |
| Abstentions    | Abstentions       | Abstentions    | 338          | 32,63        |        |        |
| Votants        | Votants           | Votants        | 698          | 67,37        |        |        |
| Blancs et nuls | Blancs et nuls    | Blancs et nuls | 31           | 3,00         |        |        |
| Exprimés       | Exprimés          | Exprimés       | 667          | 64,38        |        |        |

#### Naves
- Maire sortant : Huguette Madelmont (DVD)
- 19 sièges à pourvoir au conseil municipal (population légale 2017 : 2 320 habitants)
- 2 sièges à pourvoir au conseil communautaire (CA Tulle Agglo)

| Tête de liste            | Tête de liste            | Liste                    | Premier tour | Premier tour | Second tour | Second tour | Sièges | Sièges |
| Tête de liste            | Tête de liste            | Liste                    | Voix         | %            | Voix        | %           | CM     | CC     |
| ------------------------ | ------------------------ | ------------------------ | ------------ | ------------ | ----------- | ----------- | ------ | ------ |
|                          | Hervé Longy              | EÉLV-PS-LFI-ND           | 522          | 46,11        | 758         | 55,32       | 15     | 2      |
|                          | Béatrice Ducloux         | DVD-LREM                 | 453          | 40,01        | 612         | 44,67       | 4      | 0      |
|                          | Jean-Claude Bassaler     | PCF-DVG                  | 157          | 13,86        | Retrait     | Retrait     | 0      | 0      |
|                          |                          |                          |              |              |             |             |        |        |
| Votes valides            | Votes valides            | Votes valides            | 1 132        | 94,89        | 1 370       | 95,34       |        |        |
| Votes blancs             | Votes blancs             | Votes blancs             | 24           | 2,01         | 19          | 1,32        |        |        |
| Votes nuls               | Votes nuls               | Votes nuls               | 37           | 3,10         | 48          | 3,34        |        |        |
| Total                    | Total                    | Total                    | 1 193        | 100          | 1 437       | 100         | 19     | 2      |
| Abstention               | Abstention               | Abstention               | 680          | 36,31        | 437         | 23,32       |        |        |
| Inscrits / participation | Inscrits / participation | Inscrits / participation | 1 873        | 63,69        | 1 874       | 76,68       |        |        |

#### Neuvic
- Maire sortant : Jean Stöhr (LR)
- 19 sièges à pourvoir au conseil municipal (population légale 2017 : 1 648 habitants)
- 3 sièges à pourvoir au conseil communautaire (CC Haute-Corrèze Communauté)

| Tête de liste  | Tête de liste      | Liste          | Premier tour | Premier tour | Sièges | Sièges |
| Tête de liste  | Tête de liste      | Liste          | Voix         | %            | CM     | CC     |
| -------------- | ------------------ | -------------- | ------------ | ------------ | ------ | ------ |
|                | Dominique Miermont | PS             | 411          | 51,18        | 15     | 2      |
|                | Jacques Sénéjoux   | DVD            | 281          | 34,99        | 3      | 1      |
|                | Thierry Murat      | SE             | 111          | 13,82        | 1      | 0      |
|                |                    |                |              |              |        |        |
| Inscrits       | Inscrits           | Inscrits       | 1 288        | 100,00       |        |        |
| Abstentions    | Abstentions        | Abstentions    | 436          | 33,85        |        |        |
| Votants        | Votants            | Votants        | 852          | 66,15        |        |        |
| Blancs et nuls | Blancs et nuls     | Blancs et nuls | 49           | 3,80         |        |        |
| Exprimés       | Exprimés           | Exprimés       | 803          | 62,34        |        |        |

#### Objat
- Maire sortant : Philippe Vidau (LR)
- 27 sièges à pourvoir au conseil municipal (population légale 2017 : 3 640 habitants)
- 2 sièges à pourvoir au conseil communautaire (CA Agglo de Brive)

|                          |                          |                          |              |              |        |        |  |  |  |
| Tête de liste            | Tête de liste            | Liste                    | Premier tour | Premier tour | Sièges | Sièges |  |  |  |
| Tête de liste            | Tête de liste            | Liste                    | Voix         | %            | CM     | CC     |  |  |  |
|                          | Philippe Vidau,          | DVD (LR)                 | 1 149        | 69,89        | 23     | 2      |  |  |  |
|                          | Didier Lachassagne       | SE                       | 495          | 30,10        | 4      | 0      |  |  |  |
|                          |                          |                          |              |              |        |        |  |  |  |
| Votes valides            | Votes valides            | Votes valides            | 1 644        | 95,36        |        |        |  |  |  |
| Votes blancs             | Votes blancs             | Votes blancs             | 23           | 1,33         |        |        |  |  |  |
| Votes nuls               | Votes nuls               | Votes nuls               | 57           | 3,31         |        |        |  |  |  |
| Total                    | Total                    | Total                    | 1 724        | 100          | 27     | 2      |  |  |  |
| Abstention               | Abstention               | Abstention               | 1 229        | 41,62        |        |        |  |  |  |
| Inscrits / participation | Inscrits / participation | Inscrits / participation | 2 953        | 35,38        |        |        |  |  |  |

#### Perpezac-le-Noir
- Maire sortant : Francis Chalard (PCF)
- 15 sièges à pourvoir au conseil municipal (population légale 2017 : 1 166 habitants)
- 3 sièges à pourvoir au conseil communautaire (CC du Pays d'Uzeche)

| Tête de liste  | Tête de liste    | Liste          | Premier tour | Premier tour | Sièges | Sièges |
| Tête de liste  | Tête de liste    | Liste          | Voix         | %            | CM     | CC     |
| -------------- | ---------------- | -------------- | ------------ | ------------ | ------ | ------ |
|                | Jérôme Sagne     | SE             | 355          | 53,22        | 12     | 2      |
|                | Francis Chalard, | PCF            | 312          | 46,77        | 3      | 1      |
|                |                  |                |              |              |        |        |
| Inscrits       | Inscrits         | Inscrits       | 840          | 100,00       |        |        |
| Abstentions    | Abstentions      | Abstentions    | 163          | 19,40        |        |        |
| Votants        | Votants          | Votants        | 677          | 80,60        |        |        |
| Blancs et nuls | Blancs et nuls   | Blancs et nuls | 10           | 1,19         |        |        |
| Exprimés       | Exprimés         | Exprimés       | 667          | 79,40        |        |        |

#### Rosiers-d'Égletons
- Maire sortant : Jean Boinet (PS)
- 15 sièges à pourvoir au conseil municipal (population légale 2017 : 1 070 habitants)
- 4 sièges à pourvoir au conseil communautaire (CC Ventadour-Égletons-Monédières)

| Tête de liste  | Tête de liste  | Liste          | Premier tour | Premier tour | Sièges | Sièges |
| Tête de liste  | Tête de liste  | Liste          | Voix         | %            | CM     | CC     |
| -------------- | -------------- | -------------- | ------------ | ------------ | ------ | ------ |
|                | Gérard Brette  | DVG            | 349          | 100,00       | 15     | 4      |
|                |                |                |              |              |        |        |
| Inscrits       | Inscrits       | Inscrits       | 886          | 100,00       |        |        |
| Abstentions    | Abstentions    | Abstentions    | 419          | 47,29        |        |        |
| Votants        | Votants        | Votants        | 467          | 52,71        |        |        |
| Blancs et nuls | Blancs et nuls | Blancs et nuls | 118          | 13,32        |        |        |
| Exprimés       | Exprimés       | Exprimés       | 349          | 39,39        |        |        |

#### Saint-Clément
- Maire sortant : Daniel Combes (PS)
- 15 sièges à pourvoir au conseil municipal (population légale 2017 : 1 323 habitants)
- 2 sièges à pourvoir au conseil communautaire (CA Tulle Agglo)

| Tête de liste  | Tête de liste  | Liste          | Premier tour | Premier tour | Sièges | Sièges |
| Tête de liste  | Tête de liste  | Liste          | Voix         | %            | CM     | CC     |
| -------------- | -------------- | -------------- | ------------ | ------------ | ------ | ------ |
|                | Éric Bellouin  | DVG            | 444          | 100,00       | 15     | 2      |
|                |                |                |              |              |        |        |
| Inscrits       | Inscrits       | Inscrits       | 1 086        | 100,00       |        |        |
| Abstentions    | Abstentions    | Abstentions    | 596          | 54,88        |        |        |
| Votants        | Votants        | Votants        | 490          | 45,12        |        |        |
| Blancs et nuls | Blancs et nuls | Blancs et nuls | 46           | 4,24         |        |        |
| Exprimés       | Exprimés       | Exprimés       | 444          | 40,88        |        |        |

#### Saint-Germain-les-Vergnes
- Maire sortant : Alain Penot (LR)
- 15 sièges à pourvoir au conseil municipal (population légale 2017 : 1 114 habitants)
- 2 sièges à pourvoir au conseil communautaire (CA Tulle Agglo)

| Tête de liste  | Tête de liste   | Liste          | Premier tour | Premier tour | Sièges | Sièges |
| Tête de liste  | Tête de liste   | Liste          | Voix         | %            | CM     | CC     |
| -------------- | --------------- | -------------- | ------------ | ------------ | ------ | ------ |
|                | Alain Penot,    | LR             | 361          | 68,24        | 13     | 2      |
|                | Florence Martin | DVG            | 168          | 31,75        | 2      | 0      |
|                |                 |                |              |              |        |        |
| Inscrits       | Inscrits        | Inscrits       | 870          | 100,00       |        |        |
| Abstentions    | Abstentions     | Abstentions    | 309          | 35,52        |        |        |
| Votants        | Votants         | Votants        | 561          | 64,48        |        |        |
| Blancs et nuls | Blancs et nuls  | Blancs et nuls | 32           | 3,67         |        |        |
| Exprimés       | Exprimés        | Exprimés       | 529          | 60,80        |        |        |

#### Saint-Mexant
- Maire sortant : Marc Chèze (PS)
- 15 sièges à pourvoir au conseil municipal (population légale 2017 : 1 307 habitants)
- 2 sièges à pourvoir au conseil communautaire (CA Tulle Agglo)

| Tête de liste  | Tête de liste      | Liste          | Premier tour | Premier tour | Sièges | Sièges |
| Tête de liste  | Tête de liste      | Liste          | Voix         | %            | CM     | CC     |
| -------------- | ------------------ | -------------- | ------------ | ------------ | ------ | ------ |
|                | Patrick Bordas     | PS             | 392          | 57,81        | 12     | 2      |
|                | Stéphanie Chassing | PCF            | 286          | 42,18        | 3      | 0      |
|                |                    |                |              |              |        |        |
| Inscrits       | Inscrits           | Inscrits       | 1 093        | 100,00       |        |        |
| Abstentions    | Abstentions        | Abstentions    | 365          | 33,39        |        |        |
| Votants        | Votants            | Votants        | 728          | 66,61        |        |        |
| Blancs et nuls | Blancs et nuls     | Blancs et nuls | 50           | 4,58         |        |        |
| Exprimés       | Exprimés           | Exprimés       | 678          | 62,03        |        |        |

#### Saint-Pantaléon-de-Larche
- Maire sortant : Alain Lapacherie (DVD)
- 27 sièges à pourvoir au conseil municipal (population légale 2017 : 4 777 habitants)
- 3 sièges à pourvoir au conseil communautaire (CA Agglo de Brive)

|                          |                          |                          |              |              |        |        |  |  |  |
| Tête de liste            | Tête de liste            | Liste                    | Premier tour | Premier tour | Sièges | Sièges |  |  |  |
| Tête de liste            | Tête de liste            | Liste                    | Voix         | %            | CM     | CC     |  |  |  |
|                          | Alain Lapacherie,        | DVD                      | 1 113        | 64,48        | 23     | 2      |  |  |  |
|                          | Stéphane Raynaud         | DVG                      | 613          | 35,52        | 4      | 1      |  |  |  |
|                          |                          |                          |              |              |        |        |  |  |  |
| Votes valides            | Votes valides            | Votes valides            | 1 726        | 95,52        |        |        |  |  |  |
| Votes blancs             | Votes blancs             | Votes blancs             | 45           | 2,49         |        |        |  |  |  |
| Votes nuls               | Votes nuls               | Votes nuls               | 36           | 1,99         |        |        |  |  |  |
| Total                    | Total                    | Total                    | 1 807        | 100          | 27     | 3      |  |  |  |
| Abstention               | Abstention               | Abstention               | 2 169        | 54,55        |        |        |  |  |  |
| Inscrits / participation | Inscrits / participation | Inscrits / participation | 3 976        | 45,45        |        |        |  |  |  |

#### Saint-Privat
- Maire sortant : Jean-Basile Sallard (PS)
- 15 sièges à pourvoir au conseil municipal (population légale 2017 : 1 075 habitants)
- 4 sièges à pourvoir au conseil communautaire (CC Xaintrie Val'Dordogne)

| Tête de liste  | Tête de liste        | Liste          | Premier tour | Premier tour | Sièges | Sièges |
| Tête de liste  | Tête de liste        | Liste          | Voix         | %            | CM     | CC     |
| -------------- | -------------------- | -------------- | ------------ | ------------ | ------ | ------ |
|                | Jean-Basile Sallard, | PS             | 286          | 53,55        | 12     | 3      |
|                | Alain Foretnègre     | SE             | 248          | 46,44        | 3      | 1      |
|                |                      |                |              |              |        |        |
| Inscrits       | Inscrits             | Inscrits       | 785          | 100,00       |        |        |
| Abstentions    | Abstentions          | Abstentions    | 204          | 25,99        |        |        |
| Votants        | Votants              | Votants        | 581          | 74,01        |        |        |
| Blancs et nuls | Blancs et nuls       | Blancs et nuls | 47           | 5,99         |        |        |
| Exprimés       | Exprimés             | Exprimés       | 534          | 68,03        |        |        |

#### Saint-Viance
- Maire sortant : Robert Louradour (DVD)
- 19 sièges à pourvoir au conseil municipal (population légale 2017 : 1 853 habitants)
- 1 siège à pourvoir au conseil communautaire (CA Agglo de Brive)

| Tête de liste            | Tête de liste            | Liste                    | Premier tour | Premier tour | Second tour | Second tour | Sièges | Sièges |
| Tête de liste            | Tête de liste            | Liste                    | Voix         | %            | Voix        | %           | CM     | CC     |
| ------------------------ | ------------------------ | ------------------------ | ------------ | ------------ | ----------- | ----------- | ------ | ------ |
|                          | Pierre Charpenet         | DVD                      | 426          | 49,70        | 481         | 55,22       | 15     | 1      |
|                          | Michel Olivier           | SE                       | 270          | 31,50        | 252         | 28,93       | 3      | 0      |
|                          | Yves Maudry              | SE                       | 161          | 18,78        | 138         | 15,84       | 1      | 0      |
|                          |                          |                          |              |              |             |             |        |        |
| Votes valides            | Votes valides            | Votes valides            | 857          | 96,08        | 871         | 97,21       |        |        |
| Votes blancs             | Votes blancs             | Votes blancs             | 19           | 2,13         | 14          | 1,56        |        |        |
| Votes nuls               | Votes nuls               | Votes nuls               | 16           | 1,79         | 11          | 1,23        |        |        |
| Total                    | Total                    | Total                    | 892          | 100          | 896         | 100         | 19     | 1      |
| Abstention               | Abstention               | Abstention               | 593          | 39,93        | 590         | 39,70       |        |        |
| Inscrits / participation | Inscrits / participation | Inscrits / participation | 1 485        | 60,07        | 1 486       | 60,30       |        |        |

#### Sainte-Féréole
- Maire sortant : Henri Soulier (LR)
- 19 sièges à pourvoir au conseil municipal (population légale 2017 : 1 941 habitants)
- 1 siège à pourvoir au conseil communautaire (CA Agglo de Brive)

| Tête de liste  | Tête de liste   | Liste          | Premier tour | Premier tour | Sièges | Sièges |
| Tête de liste  | Tête de liste   | Liste          | Voix         | %            | CM     | CC     |
| -------------- | --------------- | -------------- | ------------ | ------------ | ------ | ------ |
|                | Henri Soulier,  | LR             | 669          | 74,16        | 17     | 1      |
|                | Olivier Bernard | SE             | 233          | 25,83        | 2      | 0      |
|                |                 |                |              |              |        |        |
| Inscrits       | Inscrits        | Inscrits       | 1 515        | 100,00       |        |        |
| Abstentions    | Abstentions     | Abstentions    | 531          | 35,05        |        |        |
| Votants        | Votants         | Votants        | 984          | 64,95        |        |        |
| Blancs et nuls | Blancs et nuls  | Blancs et nuls | 82           | 5,42         |        |        |
| Exprimés       | Exprimés        | Exprimés       | 902          | 59,54        |        |        |

#### Sainte-Fortunade
- Maire sortant : Michel Jaulin (PS)
- 19 sièges à pourvoir au conseil municipal (population légale 2017 : 1 784 habitants)
- 2 sièges à pourvoir au conseil communautaire (CA Tulle Agglo)

| Tête de liste  | Tête de liste            | Liste          | Premier tour | Premier tour | Sièges | Sièges |
| Tête de liste  | Tête de liste            | Liste          | Voix         | %            | CM     | CC     |
| -------------- | ------------------------ | -------------- | ------------ | ------------ | ------ | ------ |
|                | Martine Dupin De Beyssat | DVD            | 475          | 51,79        | 15     | 2      |
|                | Anthony Monteil          | DVG            | 442          | 48,20        | 4      | 0      |
|                |                          |                |              |              |        |        |
| Inscrits       | Inscrits                 | Inscrits       | 1 580        | 100,00       |        |        |
| Abstentions    | Abstentions              | Abstentions    | 612          | 38,73        |        |        |
| Votants        | Votants                  | Votants        | 968          | 61,27        |        |        |
| Blancs et nuls | Blancs et nuls           | Blancs et nuls | 51           | 3,23         |        |        |
| Exprimés       | Exprimés                 | Exprimés       | 917          | 58,04        |        |        |

#### Seilhac
- Maire sortant : Marc Géraudie (DVG)
- 19 sièges à pourvoir au conseil municipal (population légale 2017 : 1 737 habitants)
- 2 sièges à pourvoir au conseil communautaire (CA Tulle Agglo)

| Tête de liste  | Tête de liste  | Liste          | Premier tour | Premier tour | Sièges | Sièges |
| Tête de liste  | Tête de liste  | Liste          | Voix         | %            | CM     | CC     |
| -------------- | -------------- | -------------- | ------------ | ------------ | ------ | ------ |
|                | Marc Géraudie, | DVG            | 522          | 51,07        | 15     | 2      |
|                | Sabrina Pouget | DVD            | 500          | 48,92        | 4      | 0      |
|                |                |                |              |              |        |        |
| Inscrits       | Inscrits       | Inscrits       | 1 516        | 100,00       |        |        |
| Abstentions    | Abstentions    | Abstentions    | 454          | 29,95        |        |        |
| Votants        | Votants        | Votants        | 1 062        | 70,05        |        |        |
| Blancs et nuls | Blancs et nuls | Blancs et nuls | 40           | 2,64         |        |        |
| Exprimés       | Exprimés       | Exprimés       | 1 022        | 67,41        |        |        |

#### Treignac
- Maire sortant : Gérard Coignac (PS)
- 15 sièges à pourvoir au conseil municipal (population légale 2017 : 1 361 habitants)
- 8 sièges à pourvoir au conseil communautaire (CC Vézère-Monédières-Millesources)

| Tête de liste  | Tête de liste   | Liste          | Premier tour | Premier tour | Sièges | Sièges |
| Tête de liste  | Tête de liste   | Liste          | Voix         | %            | CM     | CC     |
| -------------- | --------------- | -------------- | ------------ | ------------ | ------ | ------ |
|                | Gérard Coignac, | PS             | 339          | 100,00       | 15     | 8      |
|                |                 |                |              |              |        |        |
| Inscrits       | Inscrits        | Inscrits       | 989          | 100,00       |        |        |
| Abstentions    | Abstentions     | Abstentions    | 509          | 51,47        |        |        |
| Votants        | Votants         | Votants        | 480          | 48,53        |        |        |
| Blancs et nuls | Blancs et nuls  | Blancs et nuls | 141          | 14,26        |        |        |
| Exprimés       | Exprimés        | Exprimés       | 339          | 34,28        |        |        |

#### Tulle
- Maire sortant : Bernard Combes (PS)
- 33 sièges à pourvoir au conseil municipal (population légale 2017 : 14 836 habitants)
- 18 sièges à pourvoir au conseil communautaire (CA Tulle Agglo)

|                          |                          |                          |              |              |        |        |  |  |  |
| Tête de liste            | Tête de liste            | Liste                    | Premier tour | Premier tour | Sièges | Sièges |  |  |  |
| Tête de liste            | Tête de liste            | Liste                    | Voix         | %            | CM     | CC     |  |  |  |
|                          | Bernard Combes,          | LUG (PS-PCF)             | 2 332        | 64,34        | 27     | 15     |  |  |  |
|                          | Raphaël Chaumeil         | DVD (LR)                 | 1 292        | 35,65        | 6      | 3      |  |  |  |
|                          |                          |                          |              |              |        |        |  |  |  |
| Votes valides            | Votes valides            | Votes valides            | 3 624        | 94,18        |        |        |  |  |  |
| Votes blancs             | Votes blancs             | Votes blancs             | 82           | 2,13         |        |        |  |  |  |
| Votes nuls               | Votes nuls               | Votes nuls               | 142          | 3,69         |        |        |  |  |  |
| Total                    | Total                    | Total                    | 3 848        | 100          | 33     | 18     |  |  |  |
| Abstention               | Abstention               | Abstention               | 5 255        | 57,73        |        |        |  |  |  |
| Inscrits / participation | Inscrits / participation | Inscrits / participation | 9 103        | 42,27        |        |        |  |  |  |

#### Ussac
- Maire sortant : Gilbert Rouhaud (DVD)
- 27 sièges à pourvoir au conseil municipal (population légale 2017 : 4 178 habitants)
- 3 sièges à pourvoir au conseil communautaire (CA Agglo de Brive)

| Tête de liste            | Tête de liste            | Liste                    | Premier tour | Premier tour | Second tour | Second tour | Sièges | Sièges |
| Tête de liste            | Tête de liste            | Liste                    | Voix         | %            | Voix        | %           | CM     | CC     |
| ------------------------ | ------------------------ | ------------------------ | ------------ | ------------ | ----------- | ----------- | ------ | ------ |
|                          | Jean-Philippe Bosselut   | SE                       | 744          | 46,12        | 750         | 45,26       | 20     | 2      |
|                          | Corinne Bousquet         | DVD                      | 581          | 36,01        | 662         | 39,95       | 5      | 1      |
|                          | Vincent Durot            | SE                       | 288          | 17,85        | 245         | 14,78       | 2      | 0      |
|                          |                          |                          |              |              |             |             |        |        |
| Votes valides            | Votes valides            | Votes valides            | 1 613        | 95,44        | 1 657       | 97,47       |        |        |
| Votes blancs             | Votes blancs             | Votes blancs             | 26           | 1,54         | 18          | 1,06        |        |        |
| Votes nuls               | Votes nuls               | Votes nuls               | 51           | 3,02         | 25          | 1,47        |        |        |
| Total                    | Total                    | Total                    | 1 690        | 100          | 1 700       | 100         | 27     | 3      |
| Abstention               | Abstention               | Abstention               | 1 764        | 51,07        | 1 759       | 50,85       |        |        |
| Inscrits / participation | Inscrits / participation | Inscrits / participation | 3 454        | 48,93        | 3 459       | 49,15       |        |        |

#### Ussel
- Maire sortant : Christophe Arfeuillère (LR)
- 29 sièges à pourvoir au conseil municipal (population légale 2017 : 9 736 habitants)
- 21 sièges à pourvoir au conseil communautaire (CC Haute-Corrèze Communauté)

|                          |                          |                          |              |              |             |             |        |        |  |
| Tête de liste            | Tête de liste            | Liste                    | Premier tour | Premier tour | Second tour | Second tour | Sièges | Sièges |  |
| Tête de liste            | Tête de liste            | Liste                    | Voix         | %            | Voix        | %           | CM     | CC     |  |
|                          | Christophe Arfeuillère,  | LR                       | 1 699        | 48,22        | 1 965       | 55,25       | 23     | 17     |  |
|                          | Pierrick Cronnier        | PS-PCF                   | 1 284        | 36,44        | 1 591       | 44,74       | 6      | 4      |  |
|                          | Françoise Béziat         | LR diss.                 | 540          | 15,32        | retrait     | retrait     | 0      | 0      |  |
|                          |                          |                          |              |              |             |             |        |        |  |
| Votes valides            | Votes valides            | Votes valides            | 3 523        | 96,97        | 3 556       | 96,89       |        |        |  |
| Votes blancs             | Votes blancs             | Votes blancs             | 30           | 0,83         | 44          | 1,20        |        |        |  |
| Votes nuls               | Votes nuls               | Votes nuls               | 80           | 2,20         | 70          | 1,91        |        |        |  |
| Total                    | Total                    | Total                    | 3 633        | 100          | 3 670       | 100         | 29     | 21     |  |
| Abstention               | Abstention               | Abstention               | 2 930        | 44,64        | 2 902       | 44,16       |        |        |  |
| Inscrits / participation | Inscrits / participation | Inscrits / participation | 6 563        | 55,36        | 6 572       | 55,84       |        |        |  |

#### Uzerche
- Maire sortant : Jean-Paul Grador (PCF)
- 23 sièges à pourvoir au conseil municipal (population légale 2017 : 2 806 habitants)
- 8 sièges à pourvoir au conseil communautaire (CC du Pays d'Uzeche)

| Tête de liste  | Tête de liste     | Liste          | Premier tour | Premier tour | Sièges | Sièges |
| Tête de liste  | Tête de liste     | Liste          | Voix         | %            | CM     | CC     |
| -------------- | ----------------- | -------------- | ------------ | ------------ | ------ | ------ |
|                | Jean-Paul Grador, | PCF-PS         | 566          | 53,49        | 18     | 6      |
|                | Michel Dubech     | DVD            | 492          | 46,50        | 5      | 2      |
|                |                   |                |              |              |        |        |
| Inscrits       | Inscrits          | Inscrits       | 1 842        | 100,00       |        |        |
| Abstentions    | Abstentions       | Abstentions    | 740          | 40,17        |        |        |
| Votants        | Votants           | Votants        | 1 102        | 59,83        |        |        |
| Blancs et nuls | Blancs et nuls    | Blancs et nuls | 44           | 2,39         |        |        |
| Exprimés       | Exprimés          | Exprimés       | 1 058        | 57,44        |        |        |

#### Varetz
- Maire sortant : Catherine Goulmy (DVD)
- 19 sièges à pourvoir au conseil municipal (population légale 2017 : 2 425 habitants)
- 1 siège à pourvoir au conseil communautaire (CA Agglo de Brive)

| Tête de liste  | Tête de liste     | Liste          | Premier tour | Premier tour | Sièges | Sièges |
| Tête de liste  | Tête de liste     | Liste          | Voix         | %            | CM     | CC     |
| -------------- | ----------------- | -------------- | ------------ | ------------ | ------ | ------ |
|                | Béatrice Londeix  | SE             | 559          | 50,17        | 15     | 1      |
|                | Catherine Goulmy, | DVD            | 555          | 49,82        | 4      | 0      |
|                |                   |                |              |              |        |        |
| Inscrits       | Inscrits          | Inscrits       | 1 895        | 100,00       |        |        |
| Abstentions    | Abstentions       | Abstentions    | 727          | 38,36        |        |        |
| Votants        | Votants           | Votants        | 1 168        | 61,64        |        |        |
| Blancs et nuls | Blancs et nuls    | Blancs et nuls | 54           | 2,85         |        |        |
| Exprimés       | Exprimés          | Exprimés       | 1 114        | 58,79        |        |        |

#### Vigeois
- Maire sortant : Jean-Paul Comby (DVG)
- 15 sièges à pourvoir au conseil municipal (population légale 2017 : 1 195 habitants)
- 3 sièges à pourvoir au conseil communautaire (CC du Pays d'Uzeche)

| Tête de liste  | Tête de liste    | Liste          | Premier tour | Premier tour | Sièges | Sièges |
| Tête de liste  | Tête de liste    | Liste          | Voix         | %            | CM     | CC     |
| -------------- | ---------------- | -------------- | ------------ | ------------ | ------ | ------ |
|                | Jean-Paul Comby, | DVG            | 374          | 100,00       | 15     | 3      |
|                |                  |                |              |              |        |        |
| Inscrits       | Inscrits         | Inscrits       | 853          | 100,00       |        |        |
| Abstentions    | Abstentions      | Abstentions    | 392          | 45,96        |        |        |
| Votants        | Votants          | Votants        | 461          | 54,04        |        |        |
| Blancs et nuls | Blancs et nuls   | Blancs et nuls | 87           | 10,20        |        |        |
| Exprimés       | Exprimés         | Exprimés       | 374          | 43,85        |        |        |

#### Voutezac
- Maire sortant : Nicole Poulverel (UDI)
- 15 sièges à pourvoir au conseil municipal (population légale 2017 : 1 259 habitants)
- 1 siège à pourvoir au conseil communautaire (CA Agglo de Brive)

| Tête de liste  | Tête de liste     | Liste          | Premier tour | Premier tour | Sièges | Sièges |
| Tête de liste  | Tête de liste     | Liste          | Voix         | %            | CM     | CC     |
| -------------- | ----------------- | -------------- | ------------ | ------------ | ------ | ------ |
|                | Nicole Poulverel, | UDI            | 419          | 100,00       | 15     | 1      |
|                |                   |                |              |              |        |        |
| Inscrits       | Inscrits          | Inscrits       | 947          | 100,00       |        |        |
| Abstentions    | Abstentions       | Abstentions    | 409          | 43,19        |        |        |
| Votants        | Votants           | Votants        | 538          | 56,81        |        |        |
| Blancs et nuls | Blancs et nuls    | Blancs et nuls | 119          | 12,57        |        |        |
| Exprimés       | Exprimés          | Exprimés       | 419          | 44,24        |        |        |